# Platybelodon
Platybelodon ("diente de pala") es un género extinto de mamíferos proboscídeos de la familia Amebelodontidae. Se cree que es descendiente del Palaeomastodon del Oligoceno, y están relacionado con los actuales elefantes. Vivió durante el Mioceno, hace unos 15 millones de años, en Eurasia, Norteamérica y África. Era del tamaño de un elefante africano. Se alimentaba en zonas lacustres de plantas acuáticas, y esa puede ser la razón para tener esa rara adaptación en forma de pala en sus maxilares, aunque también se alimentaba de vegetación en tierra.

## Descripción
Platybelodon era muy similar a Amebelodon, otro género de gonfotérido estrechamente relacionado. Debido a la forma de los dos dientes incisivos inferiores, que son usados por muchos géneros de amebelodóntidos (como Platybelodon, Archaeobelodon y Amebelodon), son popularmente conocidos como "colmillos de pala".

## Paleobiología

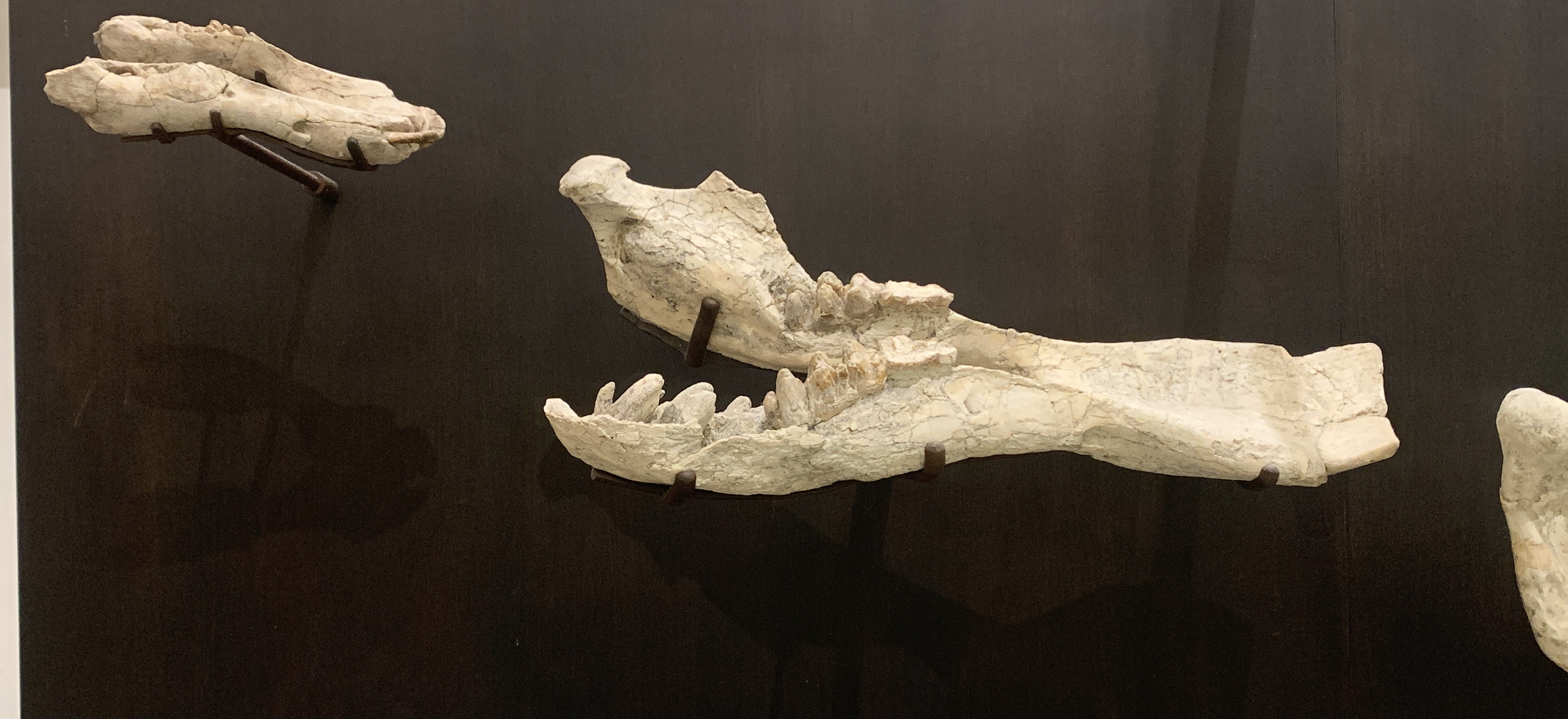
Secuencia de crecimiento ontogenético de Platybelodon grangeri.

Se creía anteriormente que Platybelodon se alimentaba en las zonas pantanosas de sabanas cubiertas de hierba, utilizando sus dientes para palear la vegetación acuática y semiacuática. Sin embargo, los patrones de desgaste en los dientes sugieren que utilizaba sus colmillos inferiores para despojar de la corteza a los árboles, y pueden haber utilizado los incisivos afilados que forman el borde de la "pala" más como una guadaña actual, agarrando las ramas con su trompa y frotándolas contra los dientes inferiores para cortarlas de un árbol.

## Especies
El género Platybelodon incluye las siguientes especies:
- Platybelodon spectabilis
- Platybelodon dangheesis Wang & Qiu, 2002[4] (quizá un Torynobelodon)
- Platybelodon danovi Borissiak, 1928 (especie tipo)
- Platybelodon cyrenaicus
- Platybelodon grangeri Osborn, 1929
- Platybelodon beliajevae Alexeeva, 1971
- Platybelodon tongxinensis Chen, 1978

## Galería de imágenes

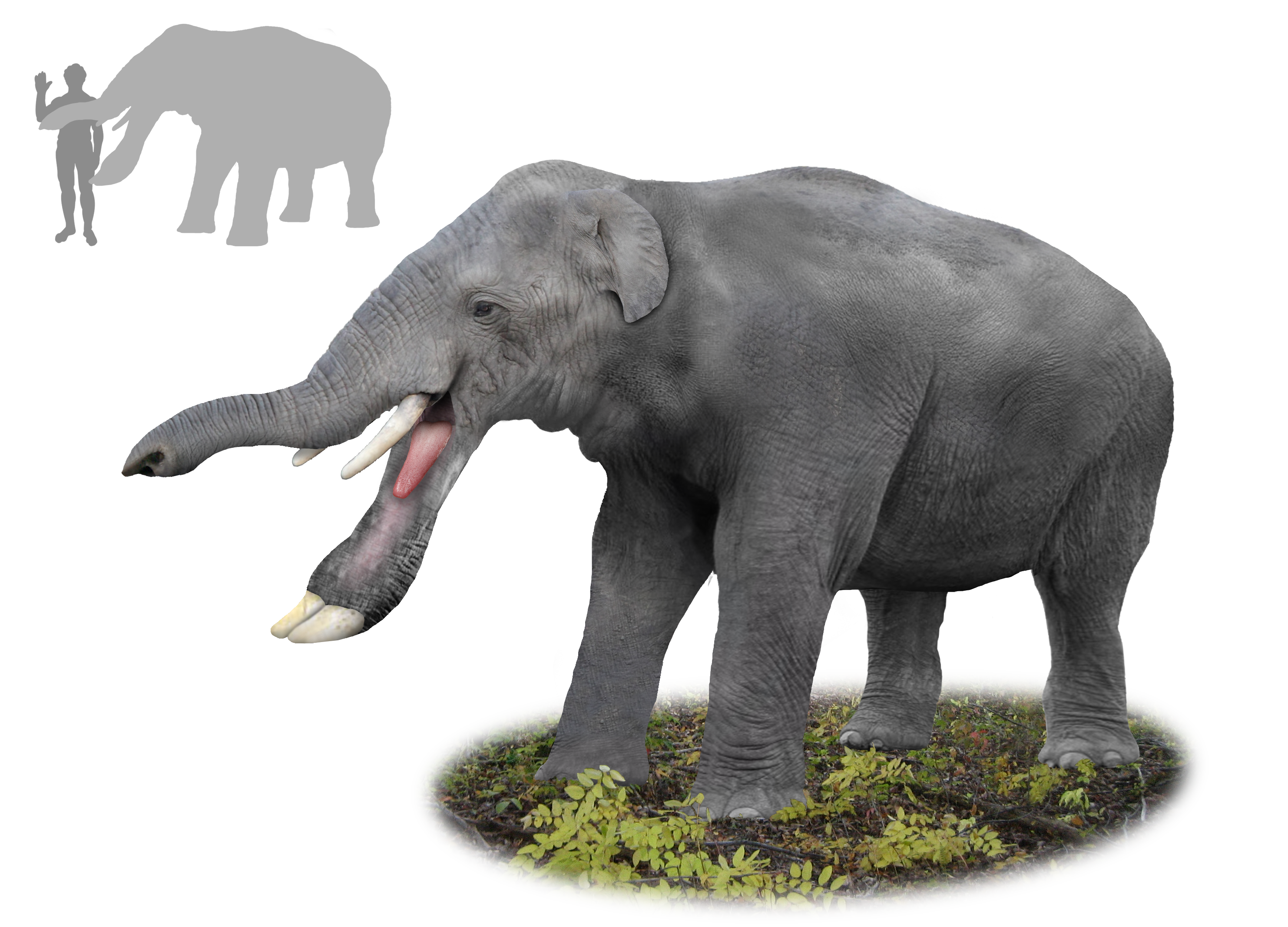
Impresión artística de P. grangeri.
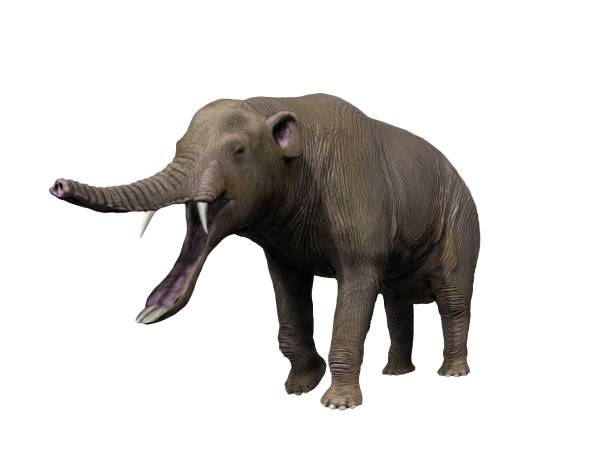
Reconstrucción de P. grangeri.
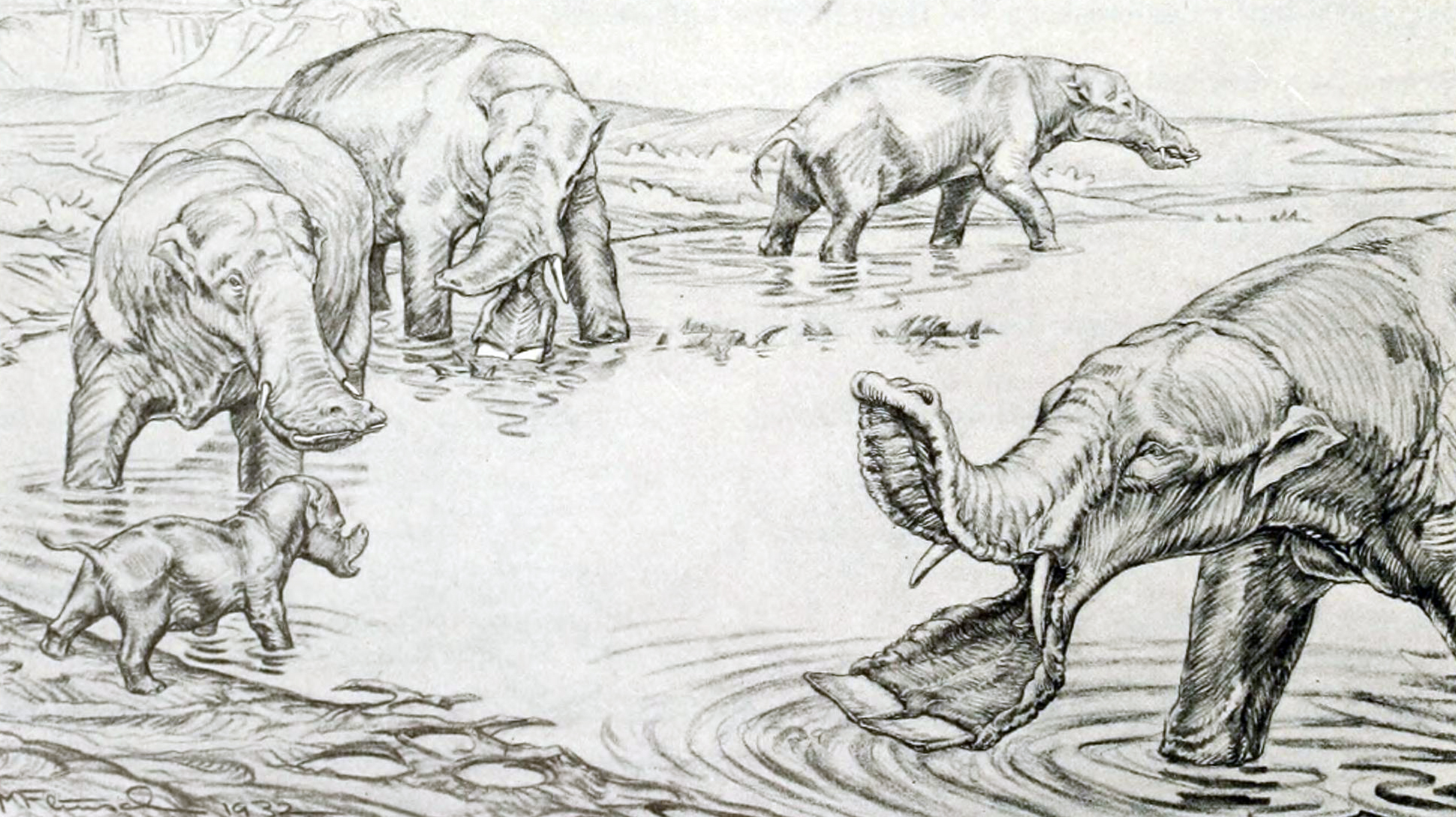
Recreación obsoleta de P. grangeri.
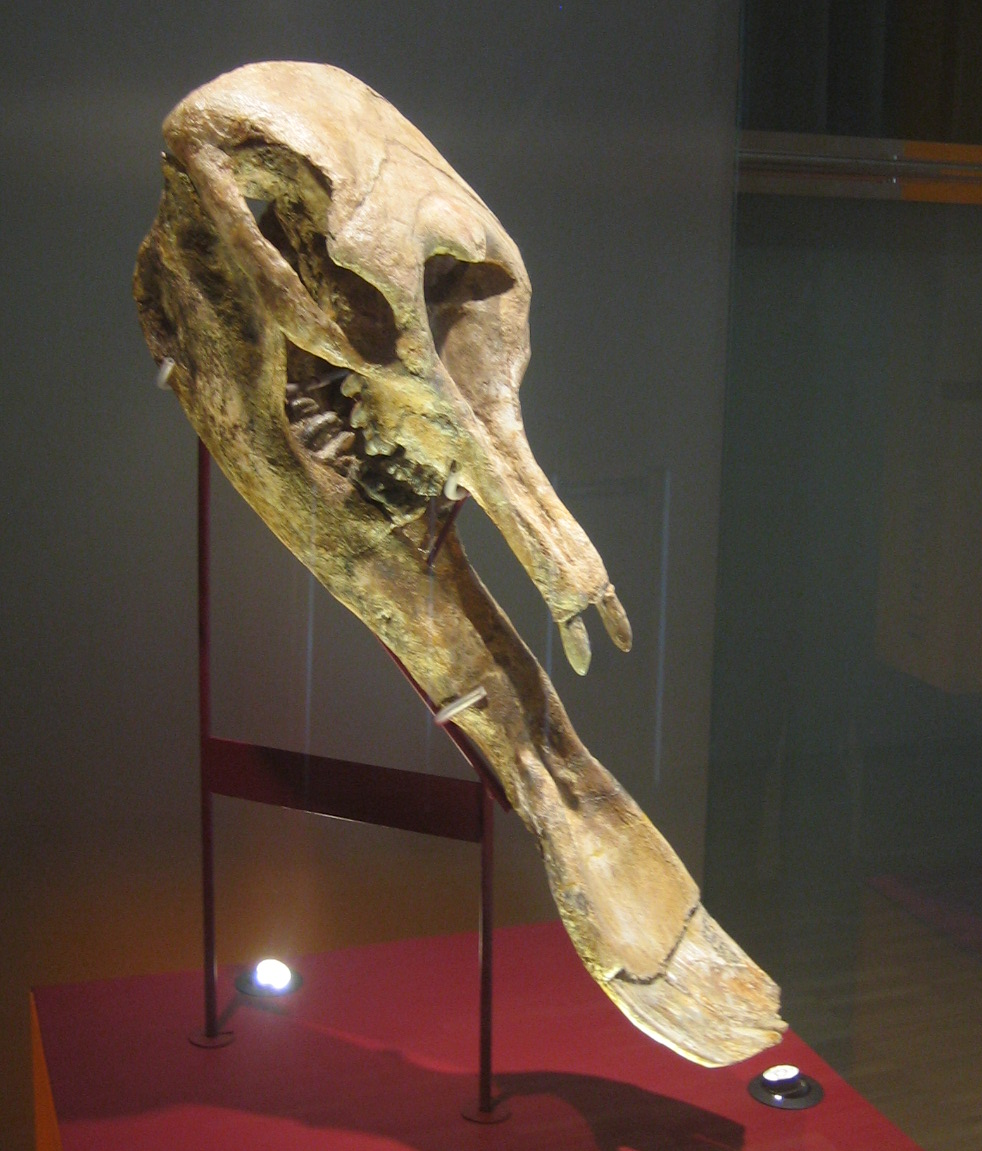
Cráneo con mandíbula de P. grangeri.
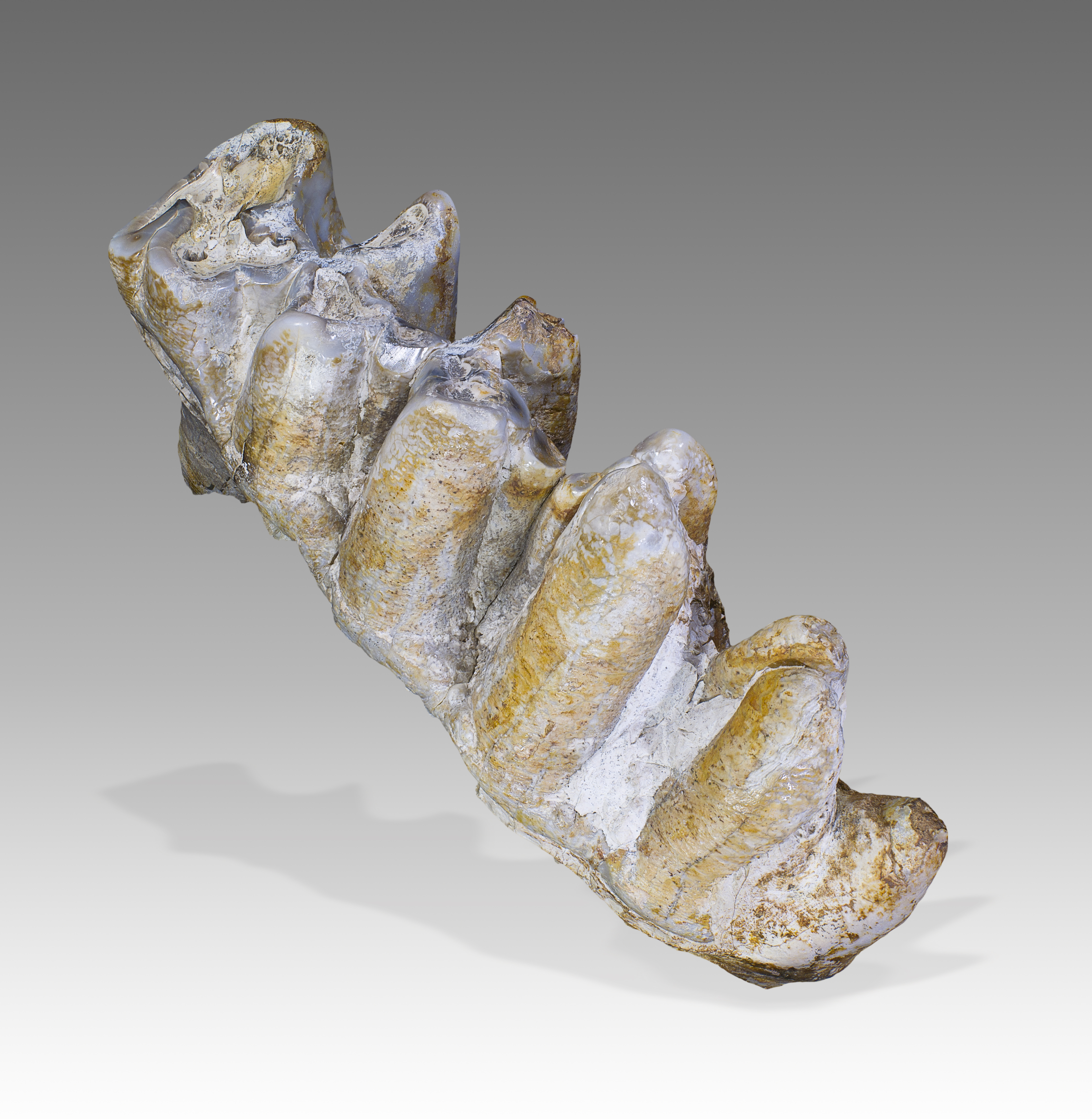
Molar de P. grangeri.